# EDDS
Etilendiamin-N,N´-dijantarna kislina ali EDDS je poliaminokarboksilna kislina s podobno strukturo in uporabo kot EDTA. Prednost te spojine je v boljši biorazgradljivosti, saj pri razgradnji EDTA pride do nastanka za okolje obremenjujočih produktov. Slaba lastnost EDDS pa je manjši pH interval delovanja (3 < pH < 9).

## Zgradba in lastnosti
EDDS ima dva kiralna centra in potemtakem obstajajo 3 stereoizomere.  Gre za enantiomera (R,R) in (S,S) ter za mezoobliko (R,S). Kot biorazgradljivi nadomestek EDTA se uporablja le stereoizomer (S,S), ki se uspešno biološko razgradi tudi v zelo onesnaženi prsti. Obliki (R,S) in (R,R) sta slabše biološko razgradljiva.